# Quint Petili Rufus
Quint Petili Rufus (llatí: Quintus Petilius Rufus) va ser un magistrat romà del segle i.
Va ser nomenat cònsol l'any 83, juntament amb l'emperador Domicià. L'esmenten els Fasti.